# Sesto 1º Maggio FS
Sesto 1º Maggio FS (indicata come Sesto FS sui display dei treni e nelle stazioni) è una stazione della linea M1 della metropolitana di Milano.

## Storia
La stazione venne attivata il 28 settembre 1986 come capolinea del prolungamento proveniente da Sesto Marelli.
Il 15 giugno 2012 iniziarono i lavori per l'installazione delle porte di banchina sul binario 1 e l'anno successivo sul binario 2, mentre il binario 3 (solo di discesa) rimase senza la protezione. Dopo sette anni di utilizzo delle barriere protettive, nell'aprile 2019, fu deciso di eliminarle al binario 2 e, verso la metà di maggio 2019, anche al binario 1.
Entro i prossimi anni l'attuale capolinea verrà spostato al nuovo capolinea, e futuro interscambio M5, di Monza Bettola, situato nel quartiere Bettola di Cinisello Balsamo. Verrà aggiunta anche una fermata intermedia, Sesto Restellone.

## Struttura e impianti
La stazione è situata all'interno del territorio comunale di Sesto San Giovanni, in piazza 1º Maggio, in corrispondenza della stazione ferroviaria delle ferrovie dello Stato. La stazione sotterranea è, inoltre, accessibile ai disabili.
Fino all'estate del 2021, la stazione è stata collegata con la stazione di Sesto San Giovanni tramite un corridoio sotterraneo; possiede inoltre uscite in piazza 1º Maggio e Viale Antonio Gramsci.

## Interscambi
Oltre ad essere collegata dai servizi ferroviari della stazione di Sesto San Giovanni e dal Servizio ferroviario suburbano di Milano S7, S8, S9,  S11, Sesto 1º Maggio FS è servita dalla rete di autobus gestita dall'ATM e da alcune corse di Nord-Est Trasporti e Brianza Trasporti.
- Stazione ferroviaria (Sesto San Giovanni)
- Fermata autobus

## Servizi
La stazione dispone di:
- Accessibilità per portatori di handicap
- Ascensori
- Scale mobili
- Emettitrice automatica biglietti
- Stazione videosorvegliata

## Galleria d'immagini

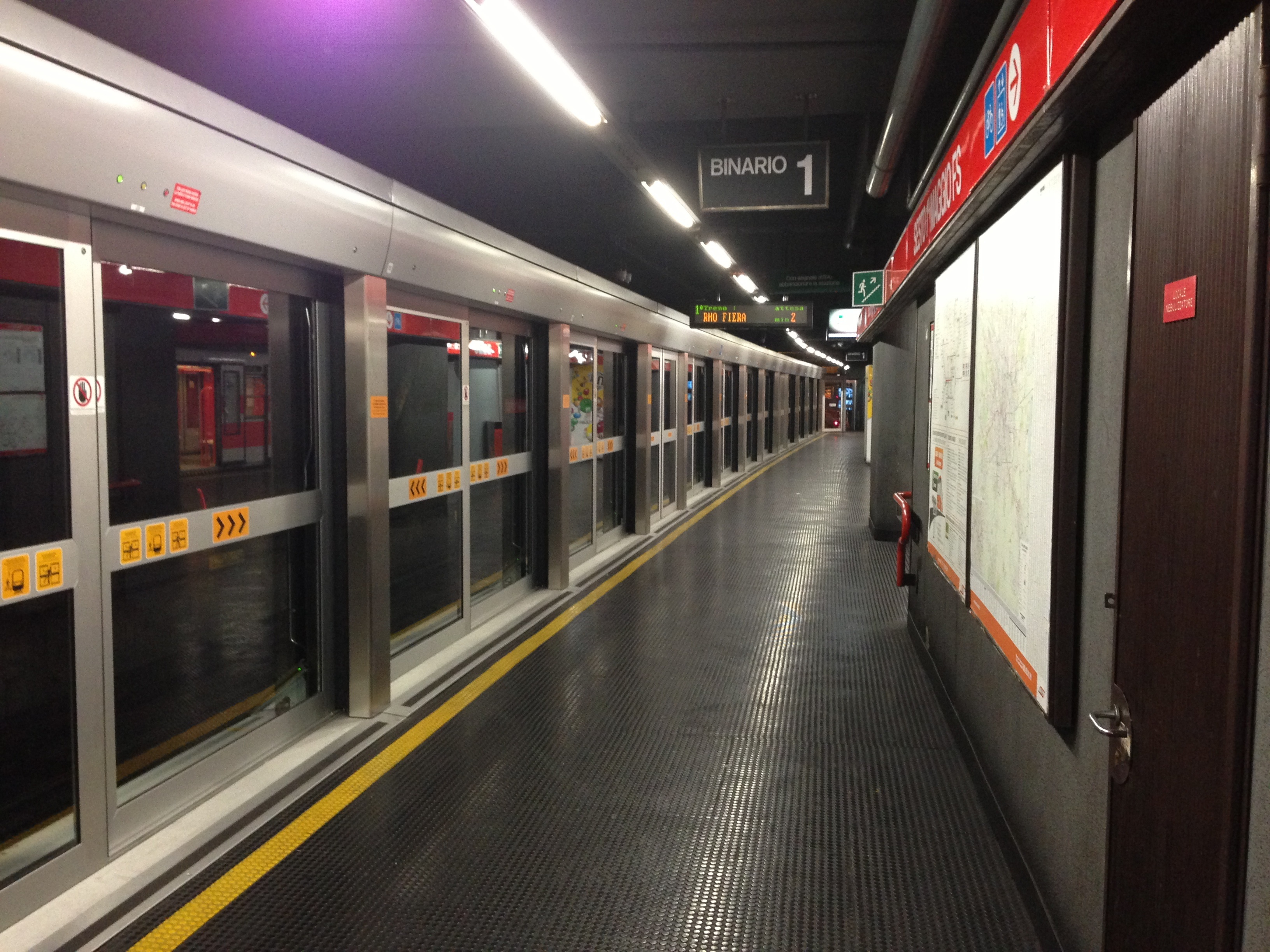
Le porte di banchina ora rimosse
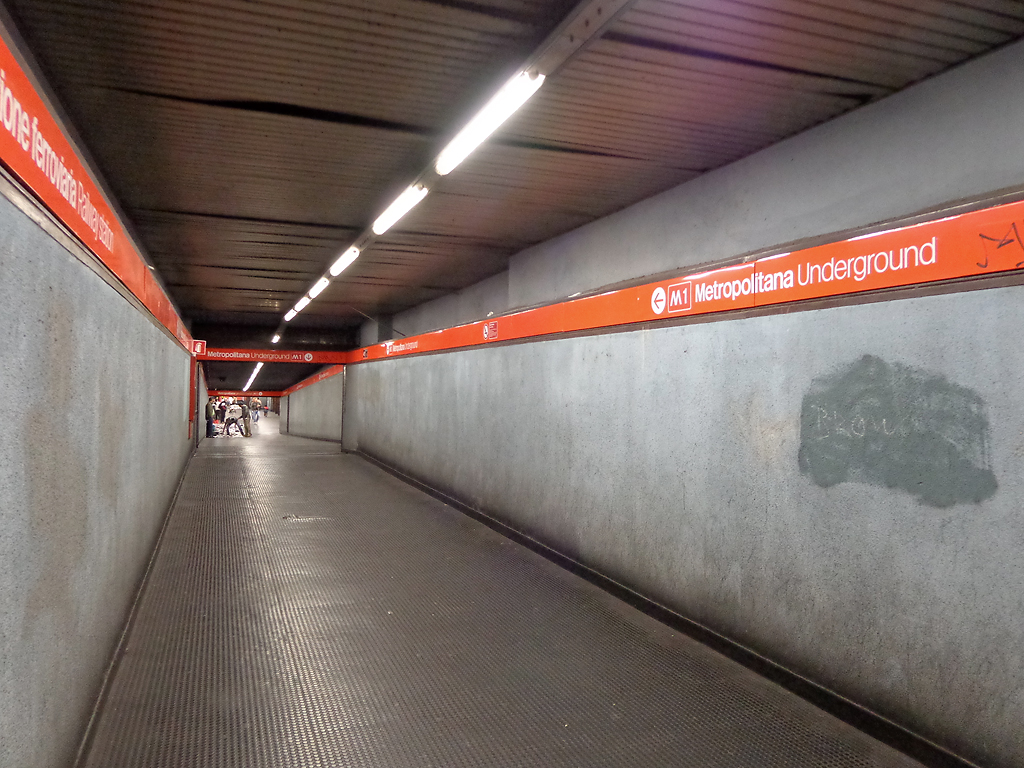
Il corridoio di collegamento con la stazione ferroviaria, chiuso nel 2021 per i cantieri della nuova stazione